# Шлемник седой
Шлемник седой (лат. Scutellaria incana) — вид многолетнего цветкового растения семейства Яснотковые (Lamiaceae). Аборигенный вид Северной Америки и в основном встречается на востоке Соединенных Штатов, а также в некоторых частях Среднего Запада.

## Описание
Многолетнее травянистое растение высотой до 1 м. Надземные части растения мелковолосистые, но не железистые и не липкие.
Стебли неразветвлены (или разветвлены только вверху), покрыты короткими густыми седыми волосками. Как и у многих других растений семейства, стебли четырёхугольные (квадратные).
Листья супротивные, яйцевидные, длиной до 15 см. Имеют грубые, тупые зубцы и покрыты тонкими волосками.
Цветки пурпурно-голубые, без запаха, собраны в плотную кисть длиной около 15 см, расположенную на конце стебля или около него. Венчик имеет две губы; верхняя губа прикрыта («тюбетейка»), нижняя больше и шире, с белым пятном возле горла.

## Этимология
Название рода Scutellaria происходит от латинского слова scutella (маленькая тарелка или блюдце), что указывает на форму устойчивой чашечки после увядания цветов. Incana в переводе с латыни означает «седой» или «очень серый».

## Распространение и среда обитания
Растение произрастает в Соединенных Штатах от Техаса на западе, Флориды на юге, Висконсина на севере и Нью-Йорка на востоке. Его можно встретить в сухих, частично тенистых местообитаниях, включая горные леса, каменистые лесные склоны, редколесистые утесы, каменистые склоны вдоль рек, горные луга в лесных массивах, заросли и по обочинам дорог в лесных массивах.

## Экология
Цветки распускаются в конце лета и опыляются преимущественно шмелями. Другие насекомые посещают растение, чтобы выпить нектар.

## Использование
Декоративное растение, подходящее для солнечных мест и умеренно сухих почв по опушкам деревьев. Своим обликом похоже на шалфей и может заменять его. Считается ценным позднецветущим растением с длительным периодом цветения. Его можно хорошо сочетать с другими дикими многолетними растениями Северной Америки, такими как рудбекия и подсолнечник. Пепельно-серые семенные головки, похожие на маленькие бейсболки, также считаются заслуживающими внимания. Растение предпочитает полутень и суглинистые, умеренно сухие, хорошо дренированные почвы, однако также хорошо себя чувствует на ярком солнце, песчаной почве и в более влажных условиях. Осенний шлемник выдерживает морозы до −29 °C (зона 5 USDA).